# Live in Paris 05
Live In Paris '05 es el concierto de Laura Pausini grabado en París el 22 y 23 de marzo de 2005 donde interpretó en cuatro idiomas todos sus éxitos incluidos en un CD con 16 canciones en total. El DVD contiene 18 vídeos en vivo y un videoclip de la canción escrita por Vasco Rossi “Bendecida Pasión”.
Live In Paris '05 es el primer álbum y segundo DVD en vivo de Laura Pausini.

## Lista de canciones
| #   | Título | Duración |
| --- | --- | -------- |
| 01. | “Gente” {En vivo} • Music: Angelo Valsiglio • Lyric: Cheope, Marco Marati | 5:11     |
| 02. | “Un’emergenza d’amore” {En vivo} • Music: Eric Buffat • Lyric: Laura Pausini, Cheope, Massimo Pacciani | 4:07     |
| 03. | “Vivimi” {En vivo} • Music & lyric: Biagio Antonacci | 3:58     |
| 04. | “La solitudine” {En vivo} • Music: Angelo Valsiglio, Pietro Cremonesi • Lyric: Federico Cavalli | 4:43     |
| 05. | “Se fue” {En vivo} • Music: Angelo Valsiglio, Pietro Cremonesi • Lyric: Federico Cavalli • Spanish adaptation: Badia | 6:27     |
| 06. | “Strani amori” {En vivo} • Music: Angelo Valsiglio, Roberto Buti • Lyric: Cheope, Marco Marati, Francesco Tanini | 2:15     |
| 07. | “Escucha atento” {En vivo} • Music: Daniel • Lyric: Laura Pausini, Cheope • Spanish adaptation: Badia | 3:37     |
| 08. | “La prospettiva di me” {En vivo} • Music: Daniel • Lyric: Laura Pausini, Cheope | 3:15     |
| 09. | Medley: “Cuando se ama (Sei que me amavas)” • Music: Giuseppe Carella • Lyric: Cheope • Spanish adaptation: Badia • Portuguese adaptation: Gilberto Gil “Mi rubi l’anima” • Music: Angelo Valsiglio, Pietro Cremonesi • Lyric: Federico Cavalli “Un amico è così” • Music: Angelo Valsiglio, Roberto Buti • Lyric: Cheope, Marco Marati “Come se non fosse stato mai amore” • Music: Daniel • Lyric: Laura Pausini, Cheope | 9:55     |
| 10. | “Tra te e il mare” {En vivo}} • Music & lyric: Biagio Antonacci | 4:38     |
| 11. | “In assenza di te” {En vivo} • Music: Antonio Galbiati • Lyric: Laura Pausini, Cheope | 4:43     |
| 12. | “Incancellabile” {En vivo} • Music: Giuseppe Carella, Fabrizio Baldoni, Gino de Stefani • Lyric: Cheope | 3:48     |
| 13. | “Surrender” {En vivo} • Music & lyric: Dane de Viller, Sean Hosein, Steven Smith, Anthony Anderson | 4:45     |
| 14. | “E ritorno da te” {En vivo} • Music: Daniel • Lyric: Laura Pausini, Cheope | 4:26     |
| 15. | “Le cose che vivi” {En vivo} • Music: Giuseppe Carella, Fabrizio Baldoni, Gino de Stefani • Lyric: Cheope, Fabrizio Pausini | 7:19     |
| 16. | “Víveme” {Ensayo "unplugged" en el vestidor Wiltern Theatre, Los Ángeles, abril de 2005} • Music & lyric: Biagio Antonacci • Spanish adaptation: Laura Pausini, Badia | 4:46     |

## Posicionamiento en las listas musicales

### Semanales y mensuales
| Argentina | Top 20 álbumes                    | 7  |
| Bélgica   | 10 Dvd Musicaux                   | 5  |
| Grecia    | Top 50 Ξένων Aλμπουμ              | 22 |
| Francia   | Francia Top 200                   | 68 |
| Italia    | Classifiche Albums Top 100        | 8  |
| Suiza     | Schweizer Hitparade Alben Top 100 | 24 |

## Certificaciones
| Territorio | Organismo certificador | Certificación | Ventas certificadas | Simbolización | Ref.  |
| ---------- | ---------------------- | ------------- | ------------------- | ------------- | ----- |
| Italia     | FIMI                   | 3x Platino    | 160 000             | 3▲            | [ 7 ] |